# Данкан Макдугалл
Данкан Макдугалл  (англ. Duncan McDougall, 14 березня 1959) — британський веслувальник, олімпійський медаліст.

## Виступи на Олімпіадах
| Олімпіада         | Дисципліна                     | Місце |
| ----------------- | ------------------------------ | ----- |
| Москва 1980       | вісімка розстібна зі стерновим | 2     |
| Лос-Анджелес 1984 | вісімка розстібна зі стерновим | 5     |